# ماریان مولرلایلی
ماریان مولرلایلی (انگلیسی: Marianne Muellerleile؛ زادهٔ ۲۶ نوامبر ۱۹۴۸) صداپیشه و بازیگر سینما و تلویزیون اهل ایالات متحده آمریکا است.
از فیلم‌ها یا برنامه‌های تلویزیونی که وی در آن نقش داشته‌است، می‌توان به دروغگو دروغگو، کدبانوهای وامانده، آشنایی با مادر، نابودگر، ظرف صابون، یادگاری، بازگشت به من، زندگی سوئیت زاک و کودی، بورلی هیلز چی‌واوا، سکس درایو، آس‌های دودی، یک روز خوب، ممنون که سیگار می‌کشید، جیرینگ جیرینگ ادامه‌دار، نوربیت، دویدن با قیچی، بی‌نهایت، کلیفورد، ویل و گریس، افسون‌شده، داستان دوروتی دی، نینا و مدیریت خشم اشاره کرد.